# Martin Wehrmann

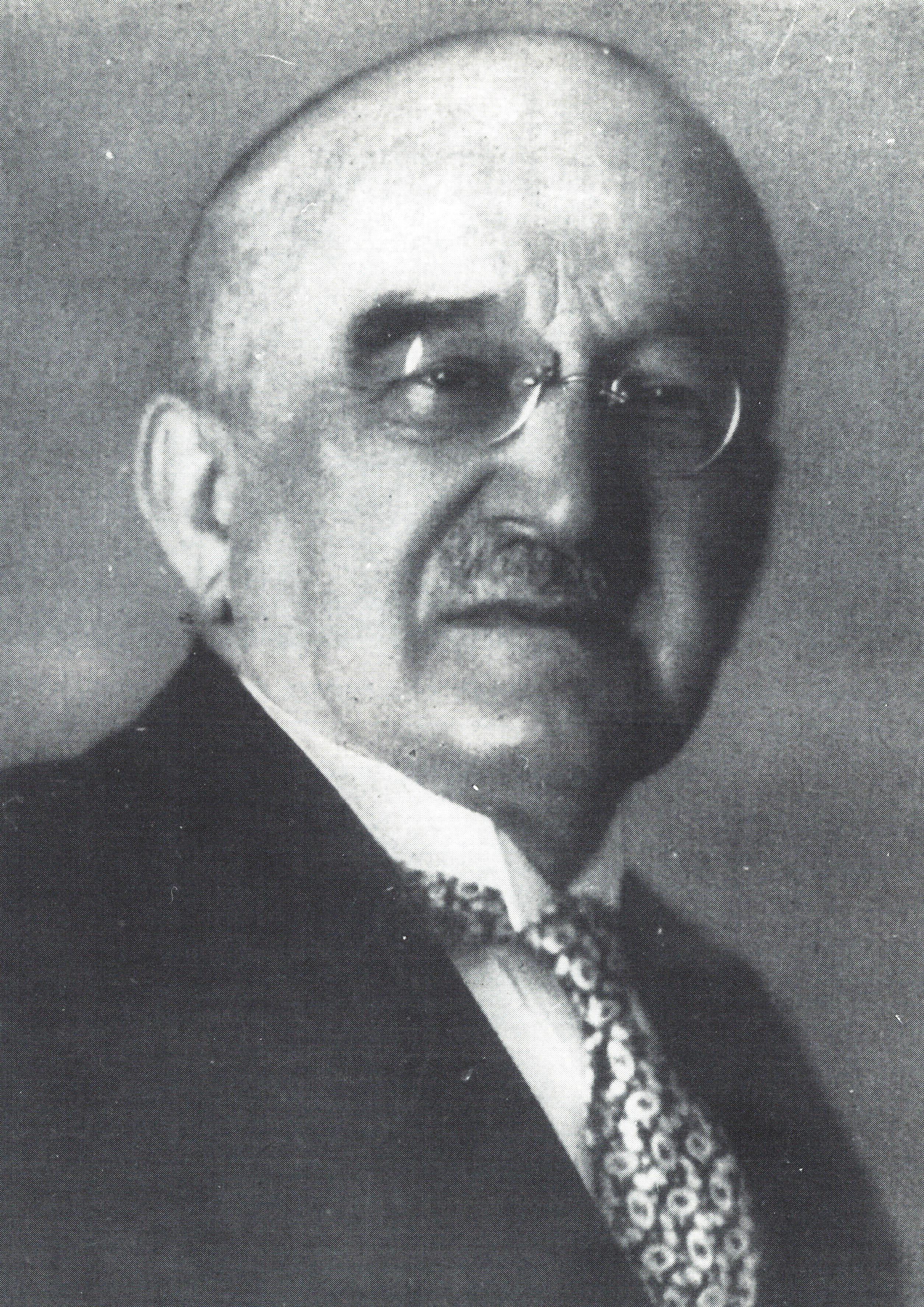
Martin Wehrmann

Martin Wehrmann (* 16. Juni 1861 in Stettin; † 29. September 1937 in Stargard in Pommern) war ein deutscher Historiker und Gymnasiallehrer. Seine Arbeiten zur Geschichte Pommerns gelten noch heute als grundlegend.

## Leben
Martin Wehrmann wurde in Stettin als Sohn des Provinzialschulrats Theodor Wehrmann geboren. Er besuchte das traditionsreiche Marienstiftsgymnasium in Stettin und studierte dann von 1879 bis 1882 klassische Philologie und Geschichte, zunächst an der Universität Leipzig, wo er sich der Leipziger Burschenschaft Germania anschloss, dann an der Universität Berlin, an der Universität Greifswald und der Universität Halle, wo er 1879 Mitglied der Sängerschaft Fridericiana wurde und 1882 zum Dr. phil. promovierte. Anschließend schlug er den Beruf des Gymnasiallehrers ein. Zunächst wurde er Lehrer an den Franckeschen Stiftungen in Halle. 1884 ging er in seine Heimatstadt Stettin zurück, wo er Oberlehrer am Marienstiftsgymnasium, seiner alten Schule, wurde. Im April 1912 wurde er Direktor des Gymnasiums in Greifenberg und im Oktober 1921 Direktor des Groeningschen Gymnasiums in Stargard. In Stargard, wo er 1926 in den Ruhestand getreten war, lebte bis zu seinem Tode 1937.
Wehrmann forschte und schrieb über die Geschichte Pommerns; seine Arbeiten gelten noch heute als grundlegend. Seine Forschungen führten ihn bis nach Rom, wo er in den Archiven des Vatikans Dokumente mit Bezug zu Pommern heranzog. Seine beiden Hauptwerke, die Geschichte der Stadt Stettin (1911) und die zweibändige Geschichte von Pommern (2. Auflage 1920–21), wurden ab den 1980er Jahren teils mehrfach nachgedruckt. Neben weiteren Einzelschriften verfasste Wehrmann eine Vielzahl von Aufsätzen, insbesondere für die Baltischen Studien und die Pommerschen Jahrbücher. Den Druck seines letzten publizierten Werkes, der Genealogie des pommerschen Herzogshauses (1937), erlebte er nicht mehr; dieses Werk ist heute „allgemein als Nachschlagewerk anerkannt“. Die Veröffentlichung einer von ihm noch für den Druck vorbereiteten Biographie Herzog Bogislaws. X wurde durch den Ausbruch des Krieges verhindert und das Manuskript ging verloren.
1886 wurde er zum Vorstandsmitglied der Gesellschaft für pommersche Geschichte und Altertumskunde gewählt. Zwischen 1887 und 1912 redigierte er gemeinsam mit Emil Walter das Jahrbuch Baltische Studien der Gesellschaft. Er war zugleich Chefredakteur der vereinseigenen Monatsblätter der Gesellschaft für pommersche Geschichte und Altertumskunde und Mitherausgeber der Pommerschen Lebensbilder. Es ist wesentlich auf die Initiative Wehrmanns zurückzuführen, dass die pommerschen Provinzialbehörden im Jahre 1910 die Historische Kommission für Pommern ins Leben riefen.
Wehrmann wurde im Jahre 1924 Ehrenmitglied der Gesellschaft für pommersche Geschichte und Altertumskunde und Ehrendoktor der Universität Greifswald. Im Jahre 1931 wurde er Ehrenbürger von Greifenberg.
Anlässlich der Wiederkehr seines 100. Geburtstags wurde ihm von der Gesellschaft für pommersche Geschichte vom 18. November bis zum 14. Dezember 1961 im Rathaus Berlin-Charlottenburg die Ausstellung „Bedeutende Pommern aus fünf Jahrhunderten“ gewidmet. In dem von Immanuel Meyer-Pyritz zusammengestellten Ausstellungskatalog ist ein auf einer Plakette befindliches Relief-Porträt Martin Wehrmanns abgebildet.

## Nachlass
Martin Wehrmanns Nachlass lagert im Archiwum Państwowe w Szczecinie.

## Schriften

### Schriftenverzeichnisse
- Hans Bellée: Die Arbeiten Martin Wehrmanns in zeitlicher Folge. In: Baltische Studien. Band 33 N.F. (1931), S. 274–321. (Digitalisat)
- Hans Bellée: Die Arbeiten Martin Wehrmanns der Jahre 1931 bis 1936 in zeitlicher Folge. In: Baltische Studien. Band 39 N.F. (1937), S. 343–346.

### Schriften (Auswahl)
- Geschichte der St. Jakobskirche in Stettin bis zur Reformation. In: Baltische Studien, 37. Jahrgang, Stettin 1887, S. 289–475 (Google Books).
- Die Begründung des evangelischen Schulwesens in Pommern bis 1563. Beiheft zu den Mitteilungen der Gesellschaft für deutsche Erziehungs- und Schulgeschichte, Nr. 7. Berlin 1905.
- Geschichte der Stadt Stettin. Saunier, Stettin 1911. (Nachdruck: Augsburg 1993, ISBN 3-89350-119-3)
- Landeskunde der Provinz Pommern. Hirth, Breslau 1911. (Nachdruck: Wolfenbüttel 2005, ISBN 978-3-939102-05-2)
- Geschichte von Pommern, 2 Bände, Band I: Bis zur Reformation (1523), Band II: Bis zur Gegenwart. 2. Auflage. Verlag Friedrich Andreas Perthes, Gotha 1919–21. (Nachdruck: Augsburg 1992, ISBN 3-89350-112-6)
- Geschichte der Insel Rügen. 2 Teile. Verlag Dr. K. Moninger, Greifswald 1922.
- Bischof Otto von Bamberg in Pommern. Pommersche Heimatkunde, 8. Band. Verlag Dr. K. Moninger, Greifswald 1924.
- Geschichte von Land und Stadt Greifenberg. Kreisdruckerei, Greifenberg 1927.
- Johann Bugenhagen – Sein Leben und Wirken. Herrcke und Lebeling, Stettin 1935.
- Die pommerschen Zeitungen und Zeitschriften in alter und neuer Zeit. Saunier, Stettin 1936.
- Genealogie des pommerschen Herzogshauses. Saunier, Stettin 1937.
- Pommern – Ein Gang durch seine Geschichte. Neuauflage. Greifenbücher, Band 1. Weizacker-Verlag, Arolsen 1949.